# 4×400 metres relleus
La prova de 4 x 400 metres relleu, o relleu llarg, és una prova en pista d'atletisme en què equips estan formats per quatre atletes velocistes on cada membre de l'equip completa 400 metres o una volta.
És, tradicionalment, l'esdeveniment final d'una competició d'atletisme. En els esdeveniments de primer nivell, els primers 500 metres són recorreguts en els carrils. Les línies d'inici per tant son esglaonades a una distància més llarga que en una cursa individual de 400 metres, després d'aquests 500 metres inicials els corredors es mouen típicament cap a l'interior de la pista.
A diferència de la cursa de 4 x 100 l'àrea de transferència del testimoni és de 20 m (generalment marcada amb línies blaves). La primera transferència s'efectua dins de les línies de carril, per a la transferència de la segona i tercera, els corredors normalment s'alineen a la pista tot i que se sol córrer al llarg de la línia l'interior de la pista. Això evita les confusió i col·lisions durant la transferència.
A diferència dels 4 x 100 m relleus, els corredors en els 4 x 400 solen mirar cap enrere i prendre el testimoni del corredor que arriba, a causa de la fatiga d'aquest. Aquest fet junt amb la resta dels marges permesos, per la major distància de la cursa, facilita la transició del testimoni i en conseqüència la desqualificació és un fet estrany.

## Rècords
- actualitzat a 9 de febrer de 2024[1][2]

| Àrea                                 | Masculí   | Masculí      | Masculí              | Masculí     | Femení    | Femení          | Femení                 | Femení    |
| Àrea                                 | Temps (m) | País         | Data                 | Lloc        | Temps (m) | País            | Data                   | Lloc      |
| ------------------------------------ | --------- | ------------ | -------------------- | ----------- | --------- | --------------- | ---------------------- | --------- |
| Rècord del Món                       | 2:54.29   | Estats Units | 22 d'agost de 1993   | Stuttgart   | 3:15.17   | URSS            | 1 d'octubre de 1988    | Seül      |
| Rècord Olímpic                       | 2:55.39   | Estats Units | 23 d'agost de 2008   | Pequín      | 3:15.17   | URSS            | 1 d'octubre de 1988    | Seül      |
| Rècord en Campionat del Món          | 2:54.29   | Estats Units | 22 d'agost de 1993   | Stuttgart   | 3:16.71   | Estats Units    | 22 d'agost de 1993     | Stuttgart |
| Àfrica                               | 2:57.27   | Botswana     | 7 d'agost de 2021    | Tòquio      | 3:21.04   | Nigèria         | 3 d'agost de 1996      | Atlanta   |
| Amèrica del Nord, Central i el Carib | 2:54.29   | Estats Units | 22 d'agost de 1993   | Stuttgart   | 3:15.51   | Estats Units    | 1 d'octubre de 1988    | Seül      |
| Amèrica del Sud                      | 2:58.56   | Brasil       | 30 de juliol de 1999 | Winnipeg    | 3:26.68   | Brasil          | 7 d'agost de 2011      | Sao Paulo |
| Àsia                                 | 2:59.05   | Índia        | 26 d'agost de 2023   | Budapest    | 3:24.28   | R.P. de la Xina | 13 de setembre de 1993 | Pequín    |
| Europa                               | 2:56.60   | Regne Unit   | 3 d'agost de 1996    | Atlanta     | 3:15.17   | URSS            | 1 d'octubre de 1988    | Seül      |
| Oceania                              | 2:59.70   | Austràlia    | 11 d'agost de 1984   | Los Angeles | 3:23.81   | Austràlia       | 30 de setembre de 2000 | Sydney    |

## Millors marques mundials

### Masculí
- actualitzat a 9 de febrer de 2024[3]

| Posició | Marca   | País              | Data                 | Lloc      | Ref.  |
| ------- | ------- | ----------------- | -------------------- | --------- | ----- |
| 1       | 2:54.29 | Estats Units      | 22 d'agost de 1993   | Stuttgart | [ 4 ] |
| 2       | 2:56.60 | Regne Unit        | 3 d'agost de 1996    | Atlanta   |       |
| 3       | 2:56.72 | Bahames           | 10 d'agost de 2012   | Londres   | [ 5 ] |
| 4       | 2:56.75 | Jamaica           | 10 d'agost de 1997   | Atenes    |       |
| 5       | 2:57.18 | Països Baixos     | 7 d'agost de 2021    | Tòquio    | [ 6 ] |
| 6       | 2:57.27 | Botswana          | 7 d'agost de 2021    | Tòquio    | [ 7 ] |
| 7       | 2:57.88 | Bèlgica           | 7 d'agost de 2021    | Tòquio    |       |
| 8       | 2:58.00 | Polònia           | 22 de juliol de 1998 | Nova York |       |
| 9       | 2:58.12 | Trinitat i Tobago | 13 d'agost de 2017   | Londres   |       |
| 10      | 2:58.45 | França            | 27 d'agost de 2023   | Budapest  | [ 8 ] |

### Femení
- actualitzat a 9 de febrer de 2024[9]

| Posició | Marca   | País           | Data                  | Lloc      | Ref.   |
| ------- | ------- | -------------- | --------------------- | --------- | ------ |
| 1       | 3:15.17 | URSS           | 1 d'octubre de 1988   | Seül      | [ 10 ] |
| 2       | 3:15.51 | Estats Units   | 1 d'octubre de 1988   | Seül      | [ 10 ] |
| 3       | 3:15.92 | RDA            | 3 de juny de 1984     | Erfurt    |        |
| 4       | 3:18.38 | Rússia         | 22 d'agost de 1993    | Stuttgart |        |
| 5       | 3:18.71 | Jamaica        | 3 de setembre de 2011 | Daegu     |        |
| 6       | 3:20.04 | Regne Unit     | 2 de setembre de 2007 | Osaka     |        |
| 7       | 3:20.20 | Equip Unificat | 8 d'agost de 1992     | Barcelona |        |
| 8       | 3:20.32 | Txecoslovàquia | 14 d'agost de 1983    | Hèlsinki  |        |
| 9       | 3:20.53 | Polònia        | 7 d'agost de 2021     | Tòquio    | [ 11 ] |
| 10      | 3:20.72 | Països Baixos  | 27 d'agost de 2023    | Budapest  | [ 12 ] |